# Buster Merryfield
Harry 'Buster' Merryfield (Battersea, London, 27. studenog 1920. – Poole, Dorset, 23. lipnja 1999.), britanski glumac.
Rodio se u četvrti Battersea, južni London. Pohađao je priznate škole, te služio u britanskoj vojsci tijekom Drugog svjetskog rata kao instruktor fizičke spremnosti i ratovanja u džungli. Dobio je čin poručnika. Nakon kraja rata, vratio se u Britaniju i tamo radio kao profesionalni bankar skoro 40 godina. Glumom se samo amaterski bavio, ali je bio uspješan. Njegova strast za glumom potječe iz ratnog perioda kada je osmišljavao sportske i zabavne predstave i događanja. Bio je boksački prvak u vojsci i prije dok je bio u osnovnoj školi. Redovito je plivao i radio trbušnjake. Nakon što je u mirovinu otišao u 57. godini, počeo se profesionalno baviti glumom. Nakon smrti Lennarda Pearca, koji je glumio Djeda, otišao je 1984. godine na audiciju koja se održavala da bi se zamijenilo djeda. Već na probnom snimanju oduševio je glumačku ekipu. Uskoro je liku Alberta Gladstonea Trottera, odnosno ujaka Alberta, oduševio i cijelu Britaniju. Sjajan glumac, bio je poznat po uzrečici: "Tijekom rata...." 
Radio je do kada ga je bolest toliko oslabila da je morao prestati. Tijekom dodjele nagrade BAFTA, pao je tijekom penjanja na binu i preuzimanja nagrade u ime Davida Jasona. Iako je porezao čelo, uspravio se i pokupio nagradu. Umro je u 78. godini u Dorsetu. Uz uzglavlje mu je bila supruga Iris, s kojom je bio u braku 57 godina. Ima kćer Karen i dvoje unuka, a suprotno liku Alberta, nikad nije pušio. Njegovu pogrebnu povorku predvodili su David Jason i Nicholas Lyndhurst. U zemlji je bila proglašena trodnevna žalost, što govori o njegovom značaju.

## Vanjske poveznice
- Buster Merryfield  Arhivirana inačica izvorne stranice od 25. listopada 2012. (Wayback Machine) na Find A Grave